# ゼンテイカ
ゼンテイカ（禅庭花）はワスレグサ属の多年草。一般的にはニッコウキスゲ（日光黄菅）の名前で呼ばれる。
花が咲く時期も近く、外見もユリに似ているが互いに別の種。
各地で別々に同定されたため、和名、学名ともに混乱が見られる。別名はニッコウキスゲのほか、エゾゼンテイカ、センダイカンゾウともよばれる。地方により、ヤマガンピョウ、オゼカンゾウなどともよばれている。

## 概要
日本の本州中部地方以北から東北地方の海抜1000メートル (m) 以上の高山地帯に生える多年草である。本州などでは高原に普通に見られるが、東北地方や北海道では海岸近くでも見られる。関東では低地型のムサシノキスゲや、奥多摩、埼玉、茨城県でも低地型の自生のニッコウキスゲが見られる。栃木県の霧降高原、群馬県・福島県の尾瀬ヶ原、長野県の霧ヶ峰などの群落が有名である。花が黄色で葉がカサスゲ（笠萓）に似ているため、地名を付けてニッコウキスゲと呼ばれだし、全国に広まった。ただし、栃木県日光地方の固有種というわけではなく、ゼンテイカは日本各地（主に本州中部以北から北海道）に普通に分布している。
雪解けの春を迎えるころに、鮮やかな広線形の葉を左右2列に扇形に広げた若芽を出す。
花期は初夏から夏にかけて（5月上旬から8月上旬）。草原・湿原を代表する花で、群生すると山吹色の絨毯のようで美しい。高さは50 cmから80 cmほどになる花茎を伸ばして、花茎の先端に数個つぼみをつけて、黄橙色の6弁花を次々に咲かせる。花はラッパ状で、大きさは10センチメートル (cm) ぐらい。花弁は見た目は6枚だが、うち3枚は萼が変化した物なので実際は3枚花弁。朝方に開花すると夕方にはしぼんでしまう一日花である。ムサシノキスゲは開花の翌日まで開花する。
日光地方では、霧降高原を中心に「日光キスゲまつり」が毎年開催されている。府中市 (東京都)では、ゴールデンウィークの頃に「キスゲフェスティバル」が開催される。

## 分類
本種は、分類の紆余曲折のため和名・学名ともに混乱が見られる。
本種の学名は、1925年に小泉らによりH. esculentaとされた。
1949年、大井により、当時はmiddendorffiiと分類されていたエゾカンゾウの変種middendorffii var. esculentaとされた。次に1964年、北村らによりヒメカンゾウの変種とされ、H. dumortieri var. esculentaとされた。また、ゼンテイカ群の分子系統学的解析を行っている野口(1988)は、大井の見解を受けてH. middendorffiiとしている。

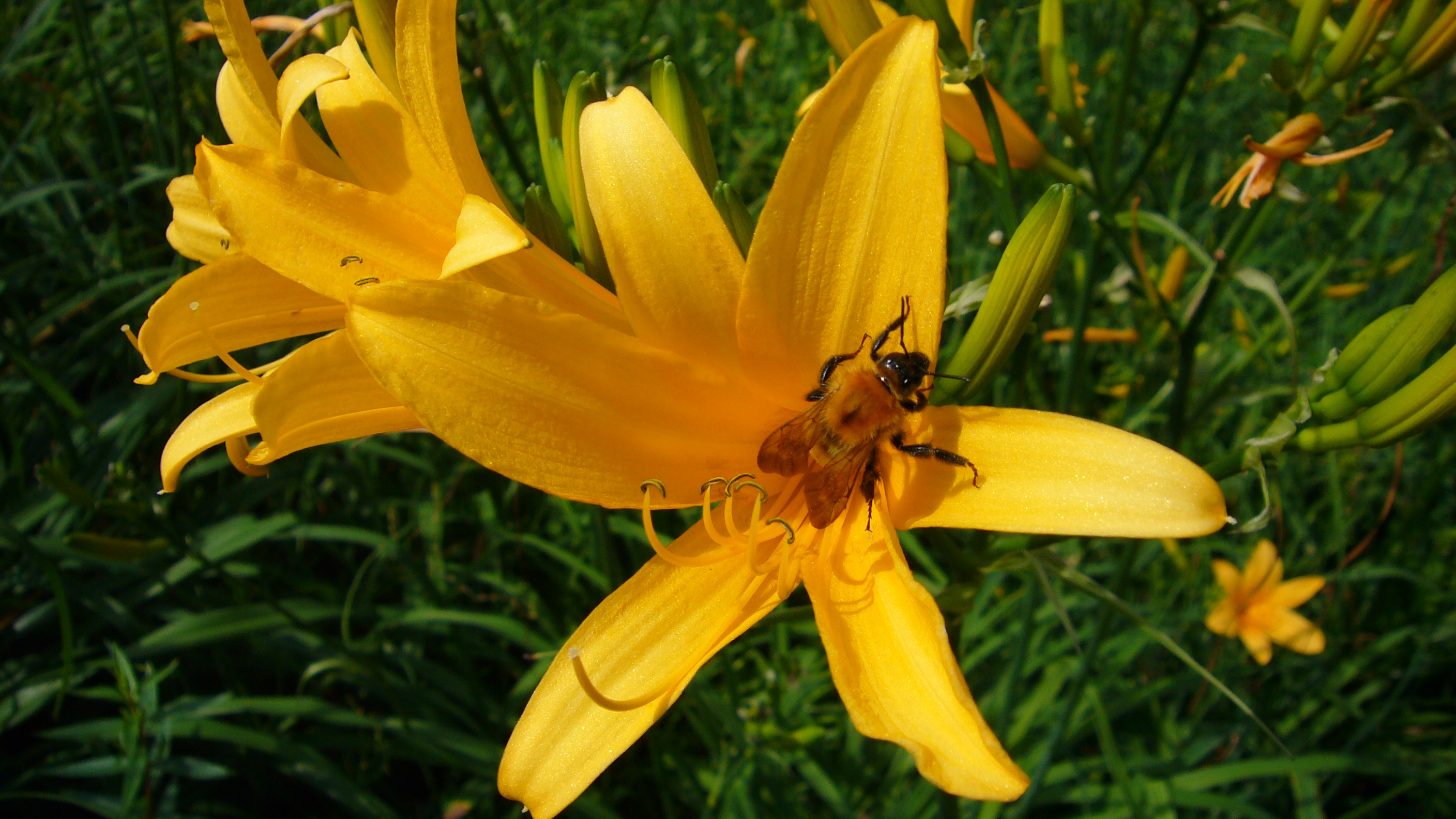
ゼンテイカ (六甲高山植物園)
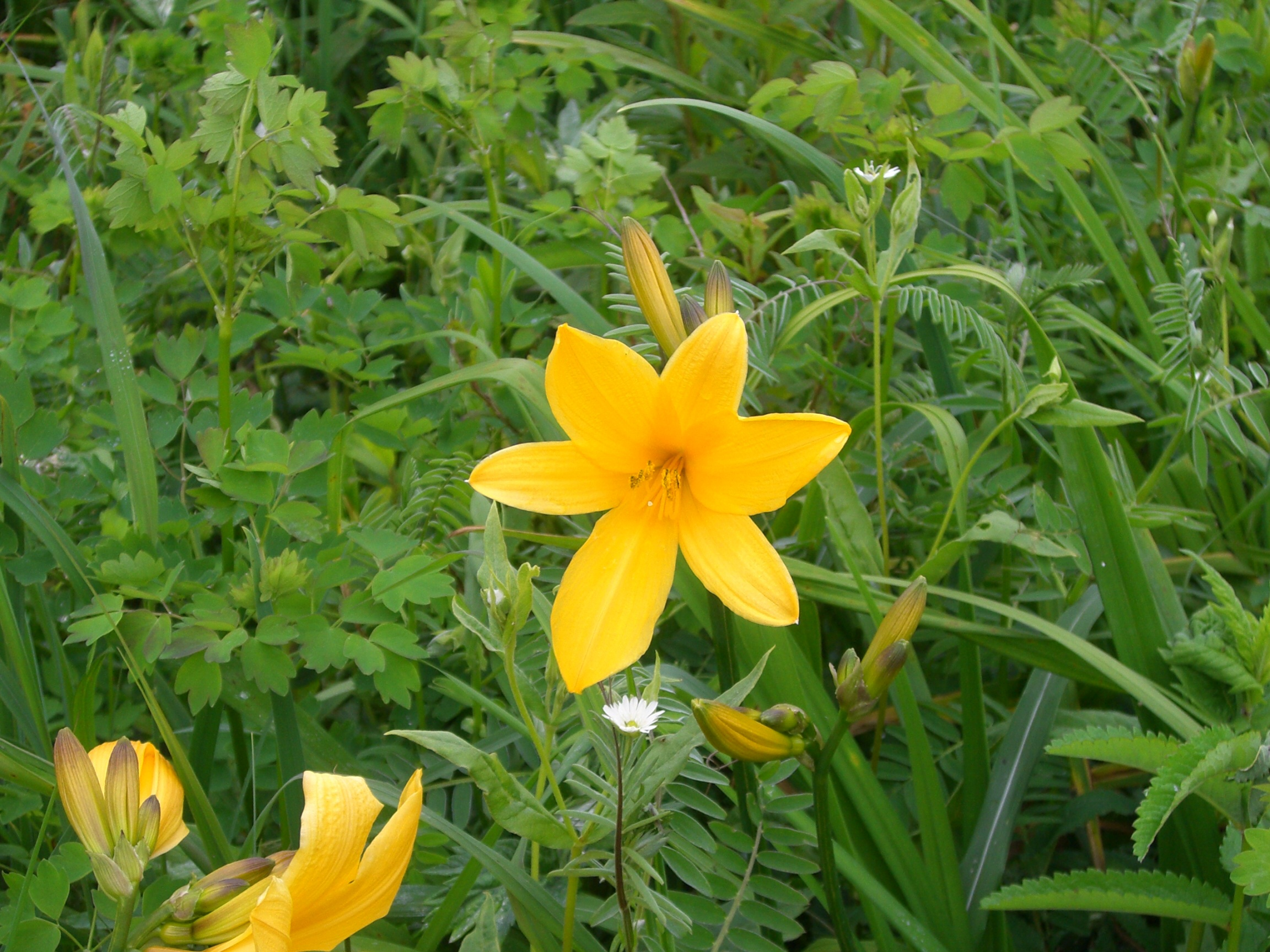
エゾゼンテイカ
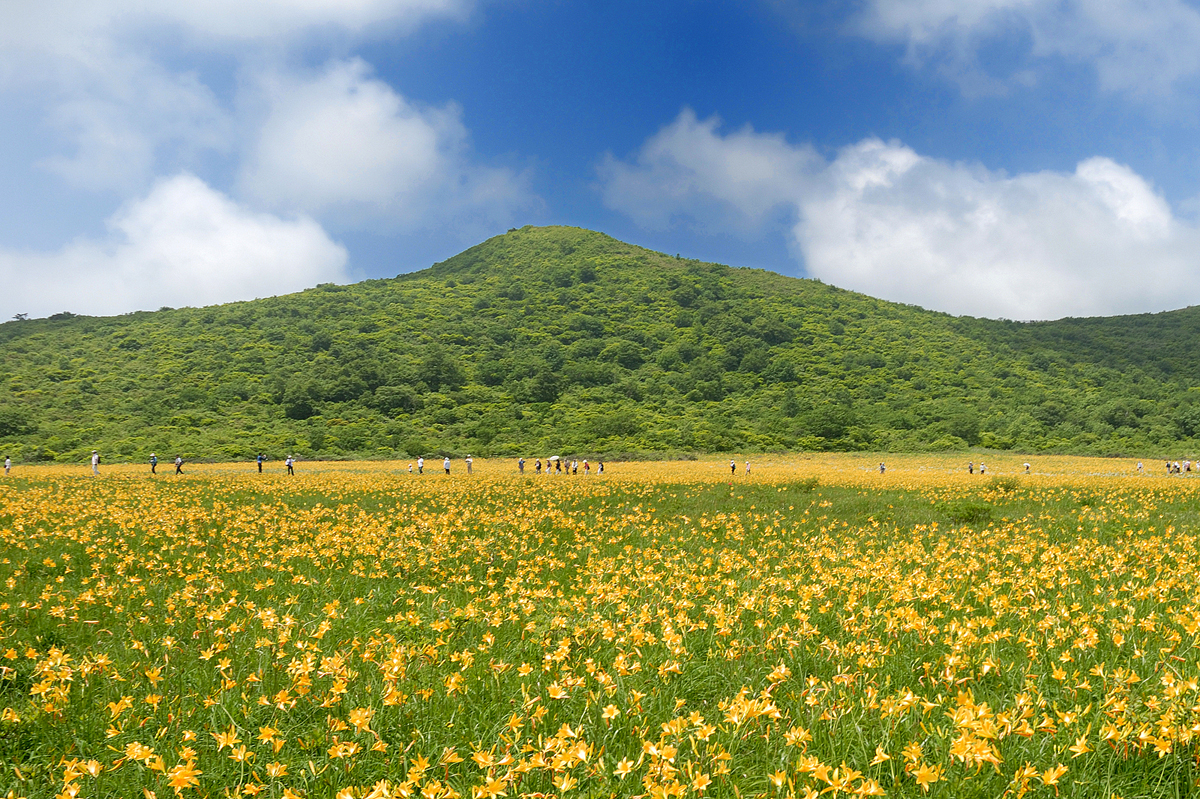
ゼンテイカ群落 (福島県雄国沼)
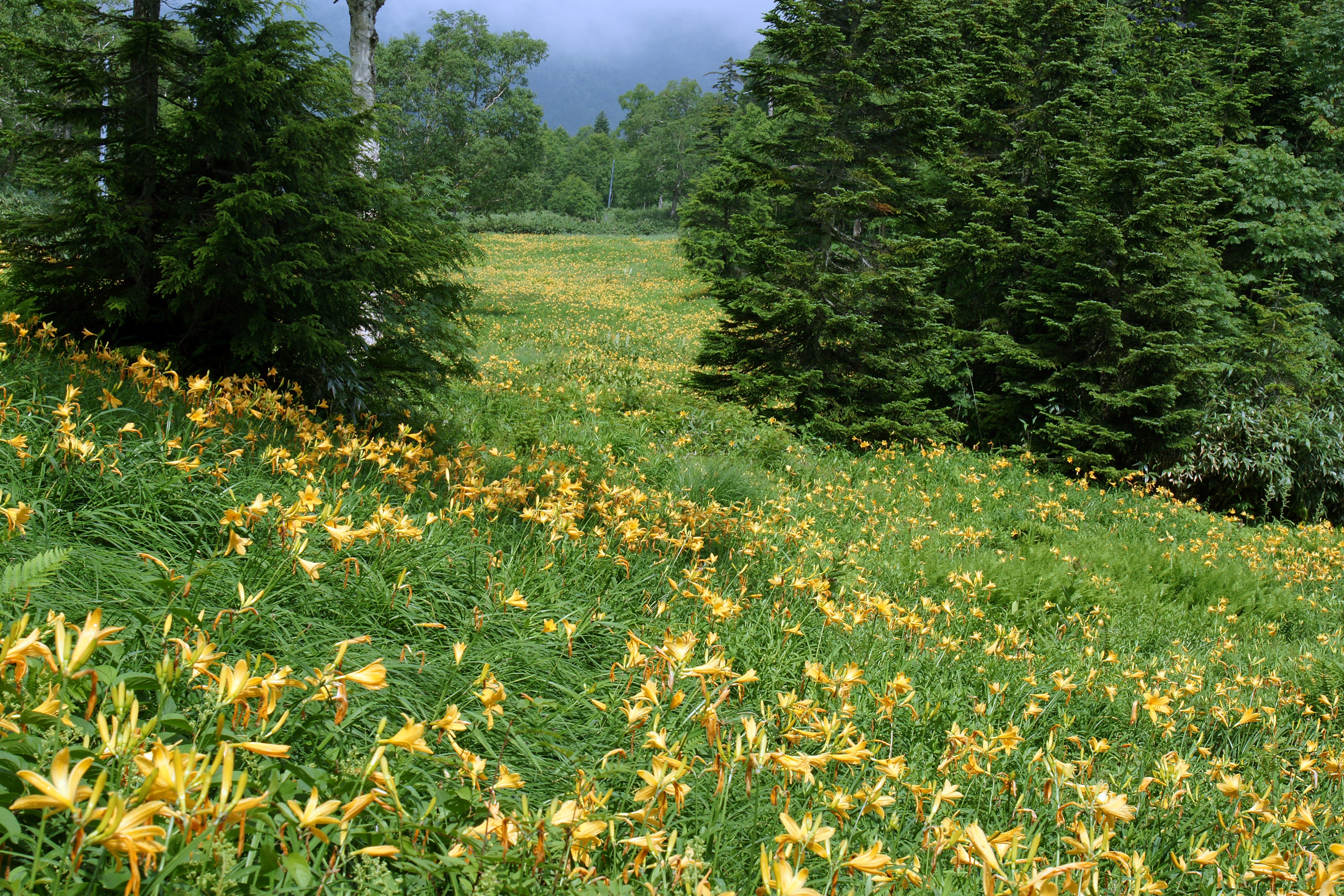
ゼンテイカ群落 (東館山高山植物園)
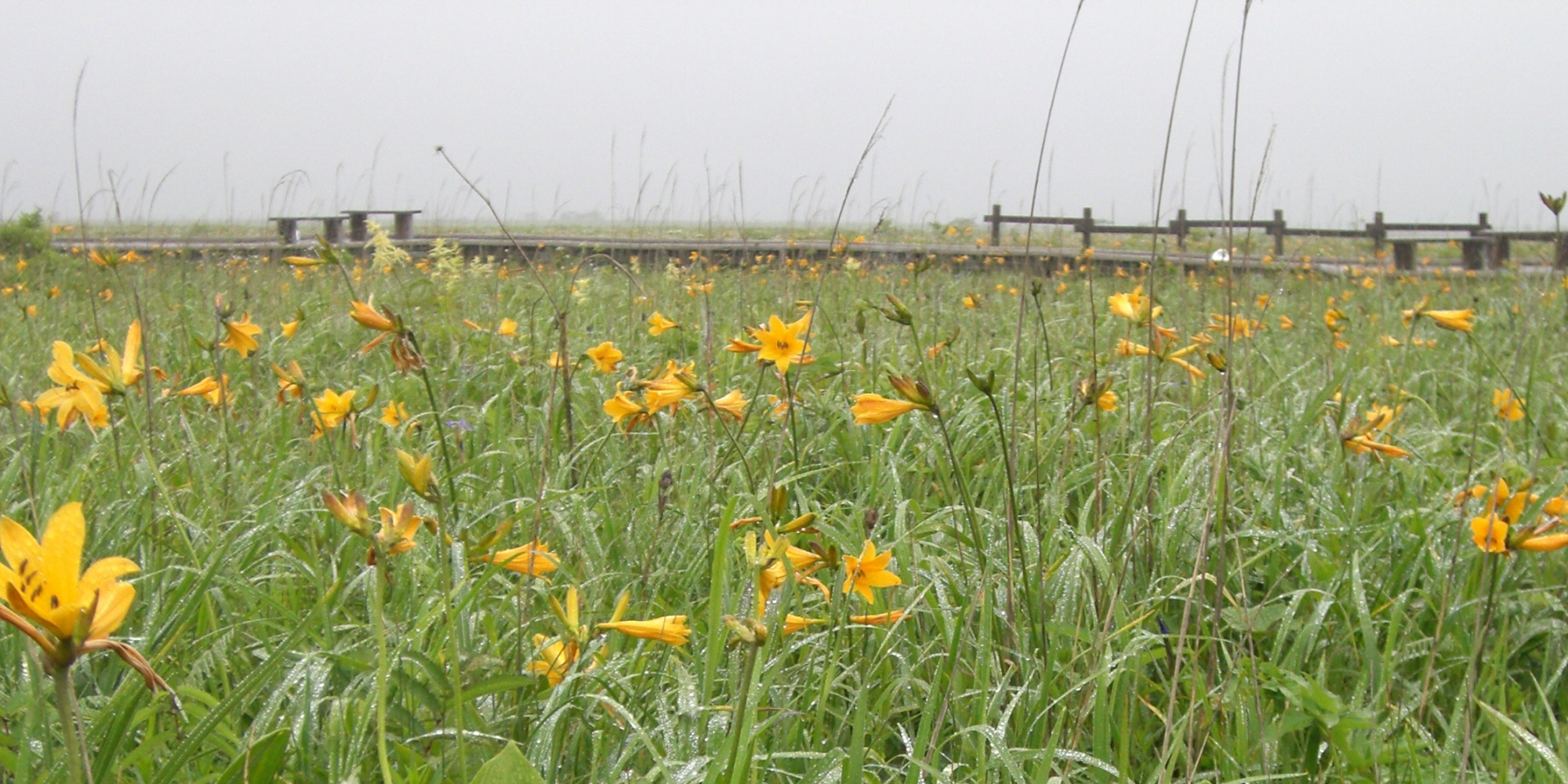
エゾゼンテイカ群落 (北海道霧多布)
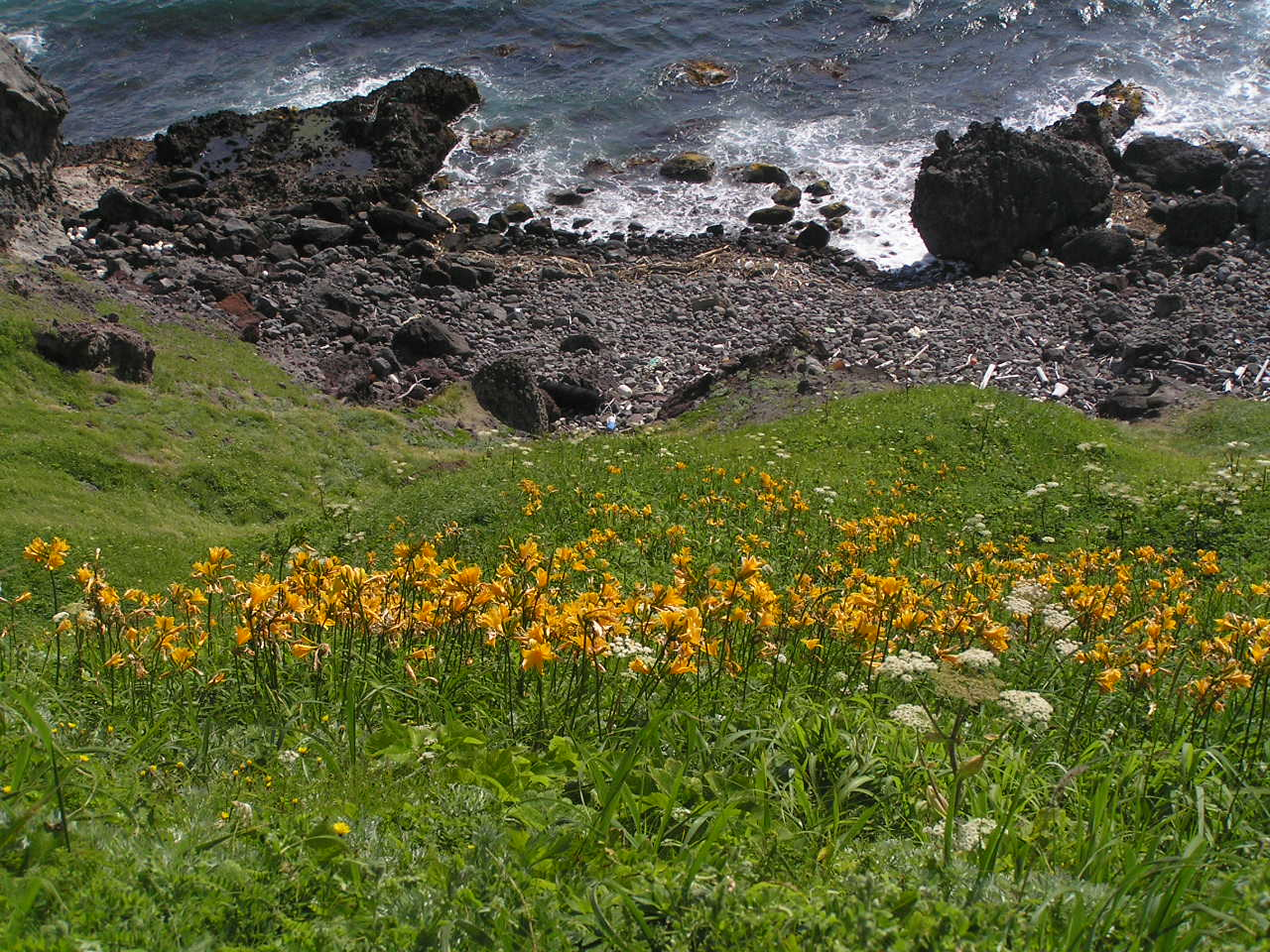
エゾカンゾウ群落 (積丹半島)
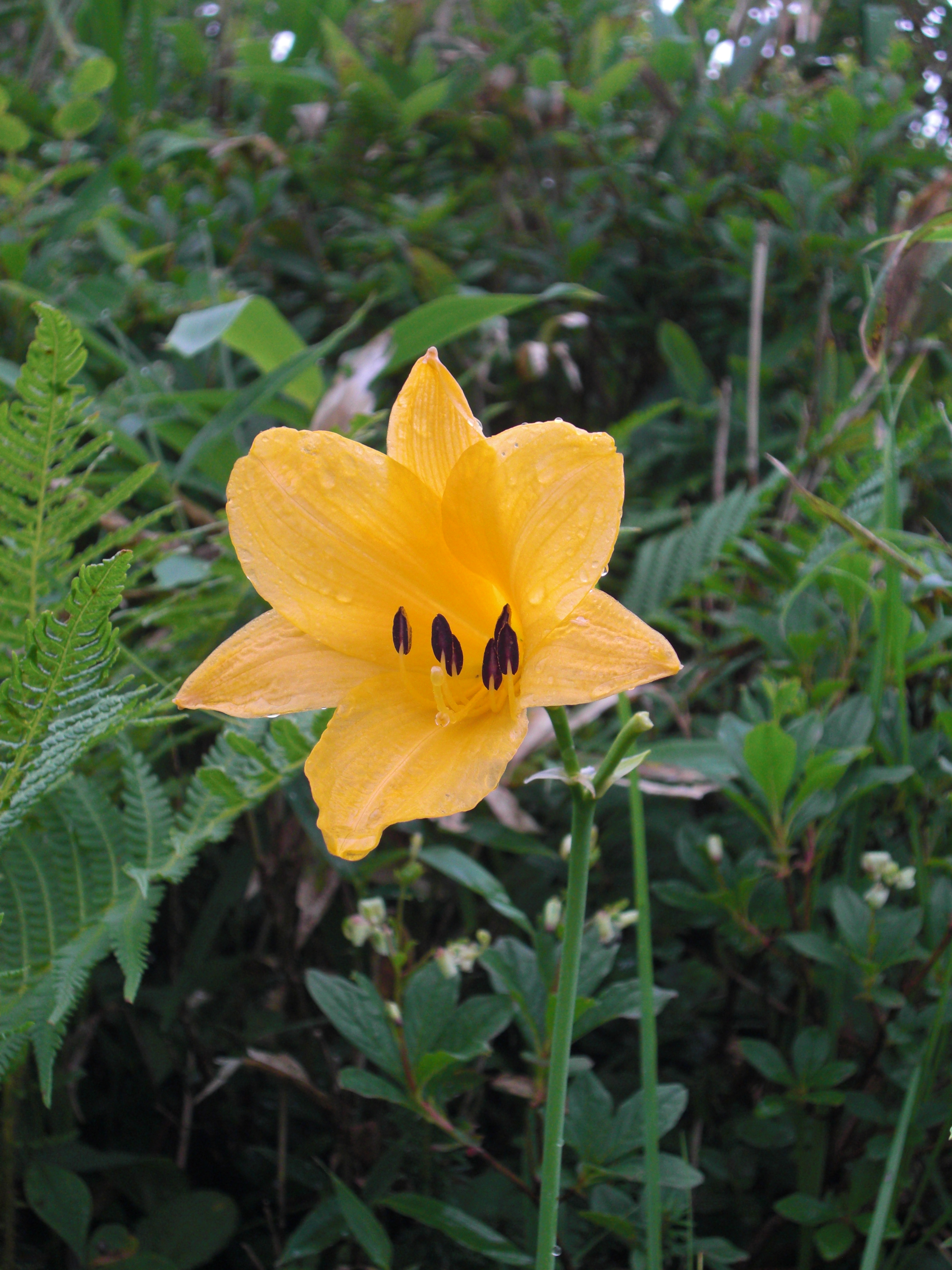
飛騨山脈中崎尾根でのゼンテイカ

## 保護上の位置づけ
本種自体は普通種であり、個体や群落自体が保護されているものではないが、天然記念物指定地域に多く群生している。
- 天然記念物・雄国沼湿原植物群落 - 本種の群落がある。
- 天然記念物・駒止湿原 - 本種の群落がある。
- 特別天然記念物・尾瀬（大江湿原など） - 本種の大群落がある。
- 天然記念物・霧ケ峰三湿原（車山湿原、踊場湿原、八島ヶ原湿原）[12] -霧ケ峰周辺の湿原には本種の大群落がある。

参考: 国指定植物天然記念物

## ゼンテイカ群とその近縁種
| 画像 | 名称(学名) | 概説 | 保護上の位置付け |
| ---- | --- | --- | --- |
|      | ヒメカンゾウ (H. dumortieri C.Morren var. dumortieri                                                                                   | ニツコウキスゲよりやや小型。花茎は25 cm - 40 cm程度となり、花期は5月頃。 | |
|      | トビシマカンゾウ (H. dumortieri C.Morren var. exaltata (Stout) Kitam. ex M.Matsuoka et M.Hotta / シノニム Hemerocallis exaltata Stout) | ニッコウキスゲの島嶼型であり、山形県の飛島で発見されたことから和名がある。佐渡島には群落があり、佐渡市の花となっている。ニツコウキスゲと比べてやや大型であり、花茎は1 mに達する。 | 山形県レッドデータブックで準絶滅危惧(NT)に指定されている。 |
|      | ムサシノキスゲ (H. dumortieri var. esculenta f. musashiensis)                                                                          | ニッコウキスゲの変種。浅間山 (東京都)に自生している。5月初旬から中旬にかけて開花し、開花した翌日に閉花する。かすかな芳香があると言われる。植物園などで見られるムサシノキスゲは府中浅間山から移植したものである。 | 東京都レッドデータブックの絶滅危惧I類(CR+EN)に指定されている。 |
|      | エゾキスゲ (H. lilioasphodelus L. var. yezoensis (H.Hara) M.Hotta / シノニム H. thunbergii auct. non Baker                             | 日本では北海道に分布する。ゼンテイカ群の近縁種。花茎は40 cm - 80 cm程度で、花期は5月 - 7月。花は夕方に開き始め、翌日の午後にしおれる。花は鮮やかなレモンイエローとなる。 | |
|      | ユウスゲ (H. citrina Baroni var. vespertina (H.Hara) M.Hotta / シノニム H. vespertina H.Hara                                           | ゼンテイカ群の近縁種。別名にキスゲ、ユウスゲ、アサマキスゲ等がある。日本では本州から九州の山地に分布し、花期は7月 - 9月。花茎は1 m - 1.5 m程度となる。花は鮮やかなレモンイエロー。夕方から開花が始まり、翌朝にはしおれる。花には芳香がある。他に野カンゾウ群として、朝方から開花するノカンゾウ、ハナカンゾウ、ヤブカンゾウ、アキノワスレグサなどもある。 | 各都道府県レッドデータブックでは、千葉県で野生絶滅(EX)、三重県,和歌山県,福井県,愛媛県で絶滅危惧I類(CR＋EN)、山口県,長崎県で絶滅危惧II類(VU)、兵庫県,香川県,大分県,宮崎県,鹿児島県で準絶滅危惧(NT)に指定されている。 |

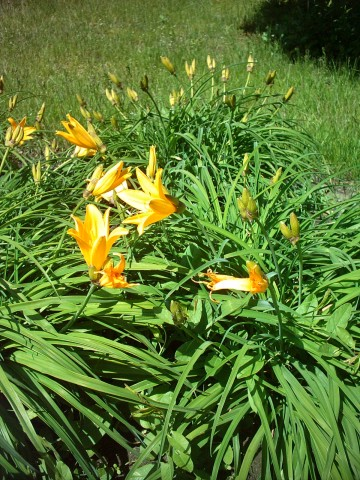
middendorffii群の基準種。和名オオゼンテイカ
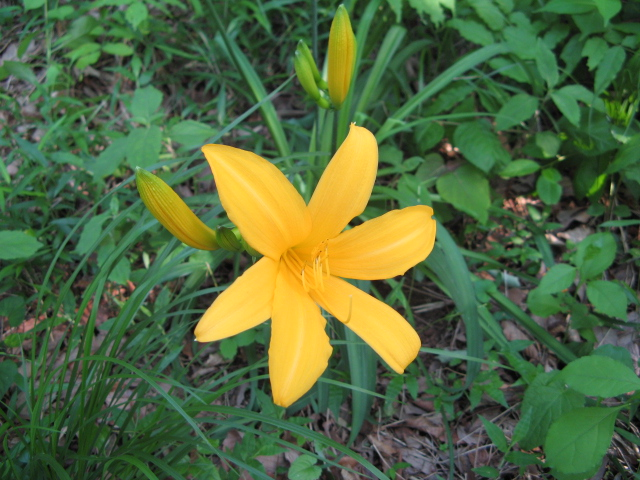
ムサシノキスゲ（浅間山 (東京都)）
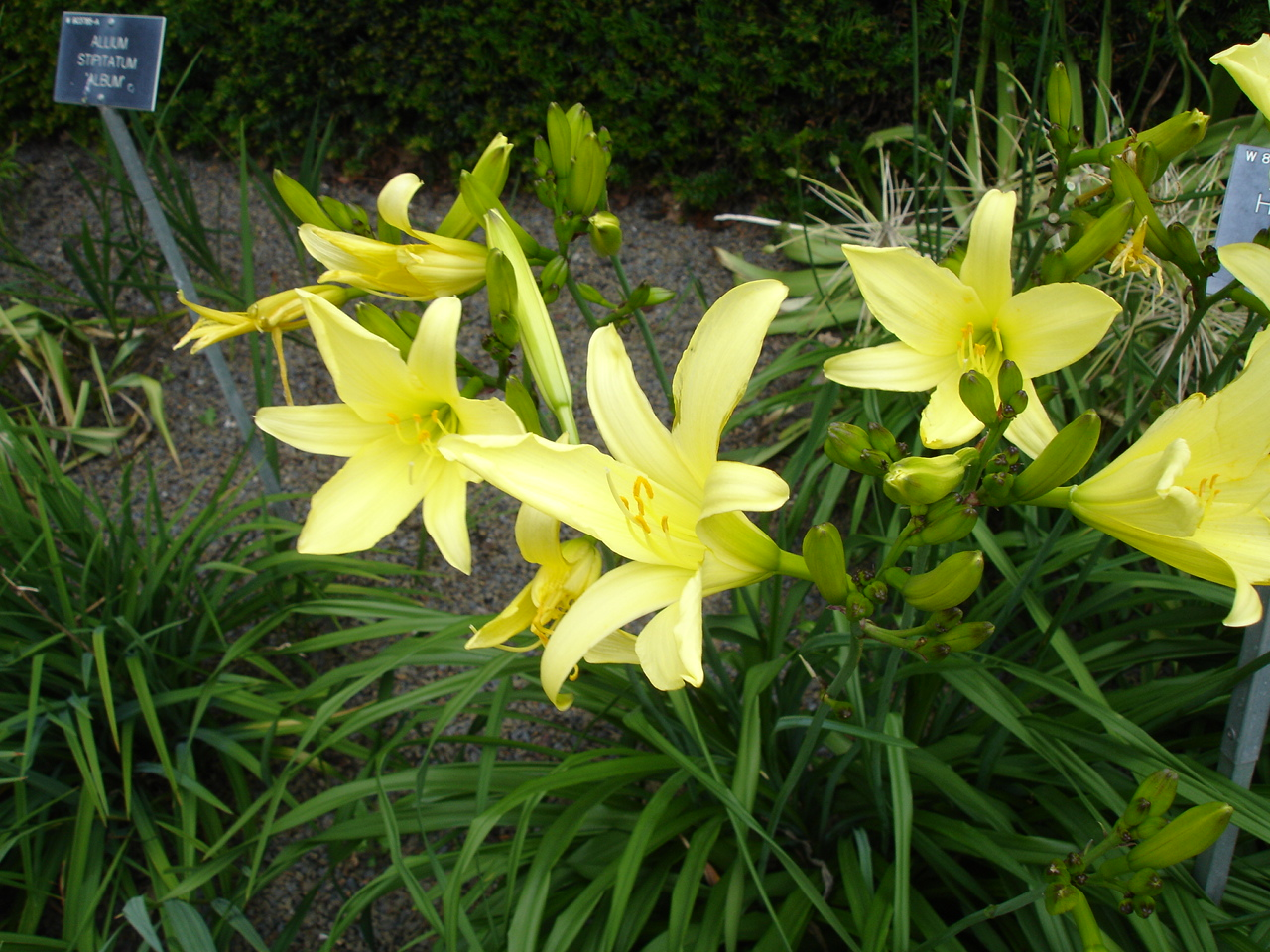
H. lilioasphodelusの花 (スウェーデン)
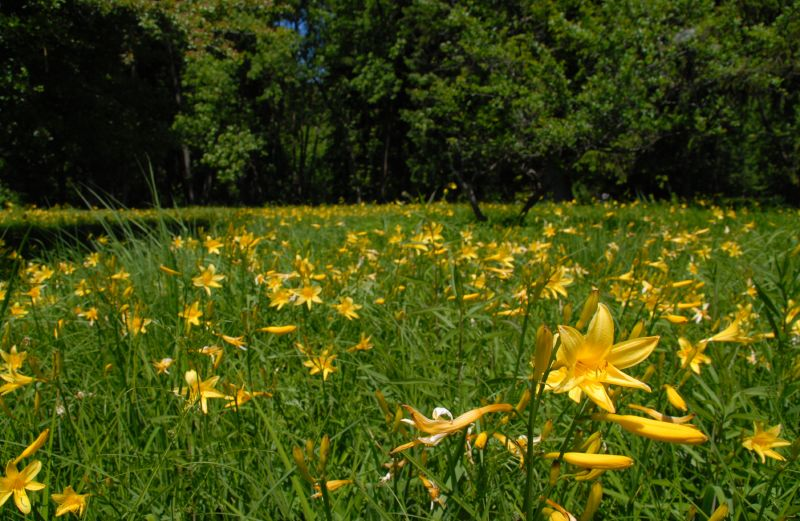
H. lilioasphodelusの群生 (de:Taglilienfeld (Rehling)・ドイツ)

## 利用

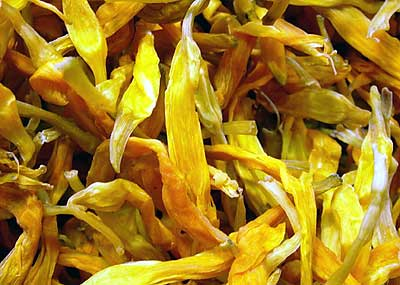
食材として乾燥した花

園芸植物として植栽される。特に近年は園芸種として幅広く流通しており、ニッコウキスゲの名で花店やホームセンターの園芸コーナーでも良く見かけるほどまでになっている。
5 - 6月ごろの若芽、つぼみは同じ仲間のヤブカンゾウと同様に食用になる。採取は蕾を少量とるくらいに控えるのがマナーとされており、国立公園などでの採取は厳禁である。また、台湾では金針または黃花菜の名で食用とされる。若芽はヤブカンゾウと同じようにほのかな甘みがあり、食べるときはおひたし、マヨネーズあえ、辛子和え、煮浸しにする。蕾は熱湯にくぐらせて、酢の物やサラダにする。